# 流星 (吉田拓郎の曲)
「流星」（りゅうせい）は、吉田拓郎のシングル。1979年5月5日発売。発売元はフォーライフ・レコード（現・フォーライフミュージックエンタテイメント）。

## 解説
- 「流星」はドラマ『男なら!』（TBS系）の主題歌。ドラマにも第22話（1979年9月4日放送）で吉田が本人役でゲスト出演し、本楽曲を披露した。
- セールスは芳しくなかったが、1983年に映画『刑事物語2 りんごの詩』の挿入歌に使われたり、2010年に手嶌葵にカバーされたものがリコー企業CMに使われるなどされ、「流星」は「時代を越えて愛され続ける名曲」と評される[2]。2003年には吉田も「流星2003」としてセルフカバーしている。
- ベスト・アルバムなどに収録されることも多く、ファンの人気が高い曲であり、爆笑問題の太田光は「泣ける名曲」として吉田の「流星」を挙げている[3][4]。太田は吉田に会って「この曲は僕の曲にしてください！」って頼んだら、吉田に「そういえば武田鉄矢もおんなじようなこと言ってたな」と言われたという[4]。
- 谷村新司からの熱望に応え[5]、BS日本『地球劇場 〜100年後の君に聴かせたい歌〜』2014年6月7日放送回にゲスト出演した際[5][6][7]、谷村から「拓郎曲だと『落陽』と『流星』がツートップな気がする」と言われ、拓郎は「流星」は作った本人の意図から独り歩きし、違った解釈をされている等と話した。「流星」創作の経緯については他の媒体で説明したことがある[8]。

## 収録曲
- 全作詞・作曲：吉田拓郎 編曲：鈴木茂

Side:A
1. 流星（4分29秒）

Side:B
1. アイランド（4分17秒）

## 収録ディスク
この他にも「流星」は様々なアルバム・DVDに様々なバージョン（主にライブバージョン）で収録されている。

### アルバム
- 『ONLY YOU 〜since coming For Life〜』(1981年)
上記のオリジナル・シングル・バージョンが初めて収録されたベスト・アルバム。
『吉田拓郎 THE BEST PENNY LANE』などのベスト盤その他には、主にこのアルバムに収録されたバージョンを収録していることが多い。
- 『TAKURO TOUR 1979』(1979年)
ライブバージョン。
後に『COMPLETE TAKURO TOUR 1979』に収録された。
- 『月夜のカヌー』(2003年)
ギターを全面に出したセルフカバー版。タイトルは「流星2003」となっている。
シングル「純/流星2003/ホームラン・ブギ2003」にも収録された。
『難問解決!ご近所の底力』初代エンディングテーマ。
- 『豊かなる一日』(2004年)
瀬尾一三率いるビッグバンドによる壮大なアレンジが施されたライブバージョンが収録されている。
アレンジはオリジナル・シングル版を踏襲。
- 『18時開演〜TAKURO YOSHIDA LIVE at TOKYO INTERNATIONAL FORUM〜』(2009年)
バックバンドは瀬尾一三率いるビッグバンド。
アレンジは「流星2003」を踏襲。

### DVD
- 『101st Live 02.10.30』
瀬尾一三率いるビッグバンドによる演奏を収録。

## カバー
- 真心ブラザーズ（2001年、シングル「この愛は始まってもいない/流星」収録）
- 手嶌葵（2010年、配信限定。後にアルバム『Collection Blue』収録）
- Mrs. GREEN APPLE （2017年、アルバム『今日までそして明日からも、吉田拓郎 tribute to TAKURO YOSHIDA』に収録）
- ハルカトミユキ（2017年、配信限定シングル『手紙』収録）
- 豊崎愛生（2018年、アルバム『AT living』収録[9]）